# كبلر-1638b
كيبلر 1638 بي (بالإنجليزية: Kepler-1638b)‏ هو كوكب خارج المجموعة الشمسية، في كوكبة الدجاجة (كوكبة).

## الاكتشاف
اكتشف في 2016.